# هنري فاريل (كاتب)
هنري فاريل (بالإنجليزية: Henry Farrell)‏‏ (27 سبتمبر 1920 في مقاطعة ماديرا، كاليفورنيا - 29 مارس 2006 في باسيفيك بلسيدس، لوس أنجلوس ‏) روائي، وكاتب سيناريو من الولايات المتحدة.

## الجوائز
- جائزة إدغار

## روابط خارجية
- هنري فاريل على موقع IMDb (الإنجليزية)
- هنري فاريل على موقع ألو سيني (الفرنسية)
- هنري فاريل على موقع أول موفي (الإنجليزية)
- هنري فاريل على موقع قاعدة بيانات الأفلام السويدية (السويدية)
- هنري فاريل على موقع قاعدة بيانات الفيلم (الإنجليزية)
- هنري فاريل على موقع كينوبويسك (الروسية)